# فرانسيسكو منديس

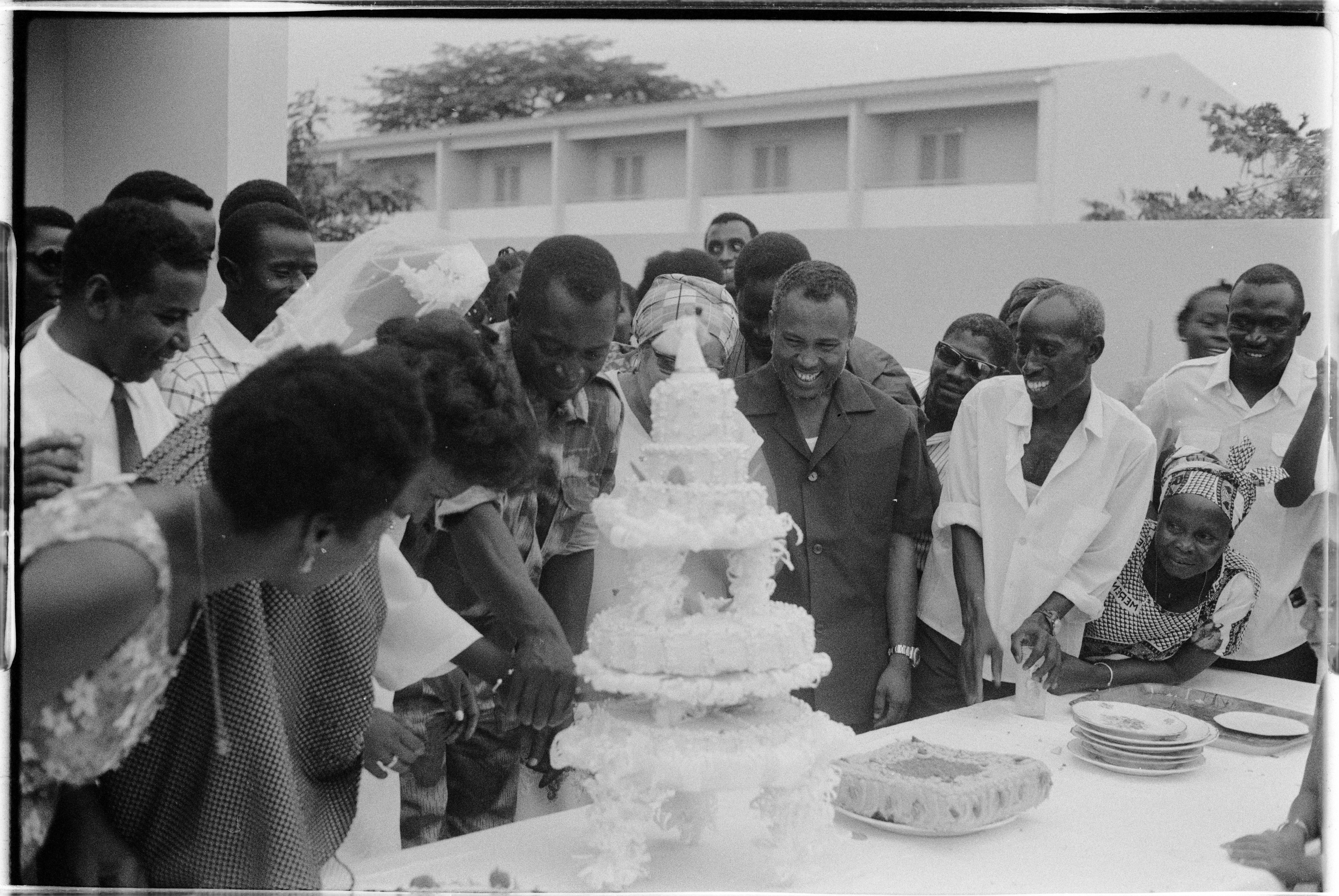
حفل زواج شيكو مينديز في زيغينشور ، السنغال مع لويس كابرال على يمين الكعكة، 1973

فرانسيسكو مِنديس، عرف باسمه الحركي تشيكوتي (7 فبراير 1939-7 يوليو 1978) ، كان سياسيًا من غينيا بيساو. كان أول رئيس وزراء للبلاد وتولى هذا المنصب من 24 سبتمبر 1973 حتى وفاته في حادث سير في ظروف مشبوهة في 7 يوليو 1978.

## الوظائف المبكرة
ولد منديس في إنكسود، غينيا بيساو. في أوائل الستينيات، شن الحزب الإفريقي لاستقلال غينيا والرأس الأخضر (PAIGC) كفاحًا مسلحًا ضد الاستعمار البرتغالي استمر أكثر من عقد من الزمان. كان منديس واحدًا من عدد قليل من طلاب غينيا بيساو في التعليم الثانوي عندما تخلى عن المدرسة للانضمام إلى الحزب الأفريقي لاستقلال غينيا والرأس الأخضر. ارتقى في المناصب في الستينيات، وأصبح مفوضًا سياسيًا لمنطقة بافاتا في عام 1962. وفي الأعوام 1963-1964 شغل نفس الوظيفة في الجبهة الشمالية. دخل المكتب السياسي في عام 1964 وأصبح عضوًا في مجلس الحرب التابع للحزب الأفريقي لاستقلال غينيا والرأس الأخضر عام 1965. وفي عام 1967 عُيين مندوباً عن مجلس الجبهة الشمالية.

## رئاسة الوزراء
بعد مفاوضات بين البرتغال والحزب الأفريقي لاستقلال غينيا والرأس الأخضر في أوائل عام 1974، منحت البرتغال الاستقلال لغينيا بيساو على الرغم من إعلان الحزب الأفريقي لاستقلال غينيا بيساو والرأس الأخضر الاستقلال من جانب واحد قبل عام تقريبًا. ترأس الحكومة التي يقودها الحزب الأفريقي لاستقلال غينيا والرأس الأخضر لويس كابرال، الأخ غير الشقيق للمؤسس المشارك للحزب، أميلكار كابرال، الذي لا يزال اغتياله في كوناكري في 20 يناير 1973 لغزا. أُنتخب فرانسيسكو منديس أول رئيس وزراء للبلاد ومفوضًا للشرطة وفي هذا المنصب كونه عضو جديد في الأمم المتحدة، كان فرانسيسكو منديس مسؤولاً عن سلسلة من برامج التنمية المستوحاة من الاشتراكية، وقضى أربع سنوات للمصالحة الوطنية. حملت الأوراق النقدية الأربعة الأولى (10 و 50 و 100 و 500 بيزو) الصادرة في عام 1976 في غينيا بيساو توقيع منديس.
على الرغم من أن أسباب وفاته في 7 يوليو 1978، لا تزال موضع خلاف، من المحتمل أن يكون الحزب الأفريقي لاستقلال غينيا والرأس الأخضر متورط في ذلك. هناك نظرية مقبولة على نطاق واسع - على الرغم من عدم إمكانية التحقق منها اعتبارًا من عام 2006 - مفادها أن الخلافات بين قيادة الحزب الأفريقي لاستقلال غينيا والرأس الأخضر ربما أدت إلى اغتياله.

## التشريف
بوصفه قومي إفريقي وشخصية وطنية في النضال من أجل الاستقلال، كُرم فرانسيسكو منديس في كل من غينيا بيساو والرأس الأخضر. بالإضافة إلى ظهور صورة وجهه في إصدار عملة 500 بيزو الغينية (الإصدار الثاني (1983) والثالث (1990))، يمكن رؤية العديد من المدارس والشوارع التي تحمل اسمه في جميع أنحاء غينيا بيساو ومطار فرانسيسكو منديس الدولي في برايا، في الرأس الأخضر.

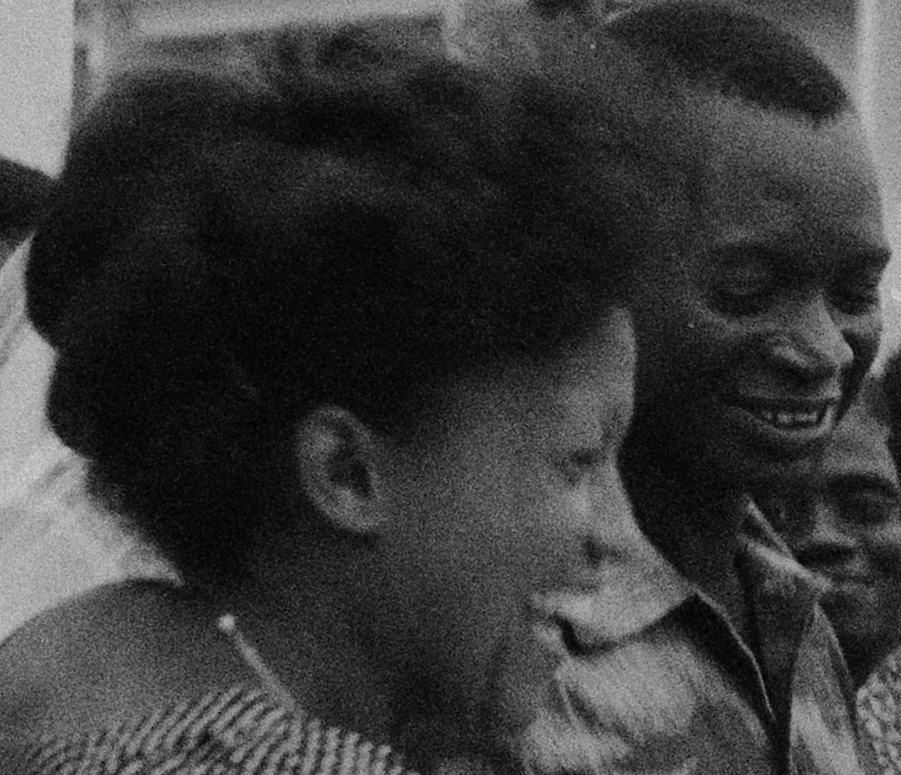
زوجة شيكو منديس ولويس كابرال في زواج منديس في زيغينشور، السنغال، 1973

## الحياة الشخصية
تزوج عام 1973 في زيغينشور بالسنغال وخلف ولدين وبنتين.